# Schwäbische Geschichten
Schwäbische Geschichten ist eine deutsche Fernsehserie. Die Serie umfasst eine Staffel mit 10 Folgen und wurde vom 23. Februar 1963 bis zum 24. Januar 1966 in der ARD ausgestrahlt.

## Handlung
Der Bürgermeister der fiktiven Kleinstadt Bad Krottenbrunn, Gottfried Gscheidle, ist Witwer und wohnt zusammen mit seiner fast erwachsenen Tochter Liesel und seiner Schwester Gerlinde in einem gemeinsamen Haushalt. Als schwäbisches Schlitzohr bewältigt er die täglichen Probleme in der Kommunalpolitik mit taktischem Kalkül, Souveränität und Humor. Die oft auftretenden Widerstände im Gemeinderat werden so listig von ihm aus dem Weg geräumt.

## Episodenliste
| Folge | Titel                            | Erstausstrahlung |
| ----- | -------------------------------- | ---------------- |
| 1     | Es geht nicht ohne Bürgermeister | 23.02.1963       |
| 2     | Das Rathauskind                  | 30.03.1963       |
| 3     | Das Ortsschild                   | 07.06.1964       |
| 4     | Das Kurtheater                   | 10.08.1964       |
| 5     | Die 700-Jahr-Feier               | 01.11.1964       |
| 6     | Der Millionär                    | 25.01.1965       |
| 7     | Der Hort                         | 03.05.1965       |
| 8     | Der Freund                       | 30.10.1965       |
| 9     | Der Dienstwagen                  | 13.12.1965       |
| 10    | Das Familienfest                 | 24.01.1966       |

## Produktionsnotizen
Das Drehbuch schrieben Fritz Eckhardt und Hans Schubert, Regie führten Bruno Voges, Karl Ebert und Theo Mezger. Gedreht wurde die Serie hauptsächlich in Stammheim und Calw. Der DVD-Start erfolgte am 23. März 2007.